# دانیل هویر فرناندز
دانیل هویر فرناندز (انگلیسی: Daniel Heuer Fernandes؛ زادهٔ ۱۳ نوامبر ۱۹۹۲) بازیکن فوتبال اهل آلمان است.
از باشگاه‌هایی که در آن بازی کرده‌است می‌توان به باشگاه فوتبال پادربورن، باشگاه فوتبال اسنابروک، و باشگاه فوتبال بوخوم اشاره کرد.
وی همچنین در تیم ملی فوتبال زیر ۲۱ سال پرتغال بازی کرده‌است.